# Groß Flottbek
Groß Flottbek, Hamburg-Groß Flottbek – dzielnica miasta Hamburg w Niemczech, w okręgu administracyjnym Altona. 
1 kwietnia 1938 na mocy ustawy o Wielkim Hamburgu włączony w granice miasta.

## Osoby urodzone w Groß Flottbek
- Hark Bohm(inne języki), reżyser filmowy
- Bolko Bullerdiek(inne języki), pisarz
- Hubert Fichte(inne języki), pisarz
- Hans Oppermann(inne języki), filolog